# Ursula Meier-Hirschi
(es fehlen die Geburtsdaten) 
Ursula Meier-Hirschi (* im 20. Jahrhundert in Aarau) ist eine Schweizer Journalistin und Autorin.

## Leben
Meier-Hirschi wuchs in Aarau auf, besuchte die Kantonsschule und wandte sich danach dem Journalismus zu. Als freie Mitarbeiterin schrieb sie für verschiedene Zeitungen und Zeitschriften. Mehrere ihrer Kinderbücher veröffentlichte sie in der Reihe «wir eltern» des Pro-Juventute-Verlags.

## Schriften (Auswahl)

### Eltern-Kind
- Sie hätten einen Sohn. 1968.
- Traumberufe. 1972.
- Das grosse Frühlingsfest. 1986.
- Das grosse Winterfest. 1987.
- Ich wünsch’ mir ein Tier: ein Handbuch über Haustiere für Eltern und Kinder. 1989.
- Kunterbuntes Gartenjahr: mit Kindern säen, pflanzen, ernten. 1992.
- Bücher machen Kinder stark! … Und Lesen macht das Leben schön. 1994.
- Die Welt neu entdecken. 1995.
- Tiere im Garten. 1996, 1999.
- Das Gutenachtbuch: ein Begleiter für Eltern und Kinder auf dem Weg zum guten Schlaf. 1998, 2000.

### Biografisches, Sonstiges
- Silvia Hüsler – Kinderbücher gegen sprachliche Heimatlosigkeit. 1993.
- Max Bolliger – der Dichter, der für Kinder schreibt. 1994.
- 20 Jahre Buchverzeichnis ‚Fremde Welten‘: 10 Jahre Buchpreis ‚Blaue Brillschlange‘. 1995.
- Hans Manz – der Worte-Zauberer (Lyriker-Porträt). 1996.
- Christine Schwarz-Thiersch. 2005.
- Hans Kaspar Schwarz. 2005.